# Pulguksa
Pulguksa (kor. 불국사. Klasztor Krainy Buddy) – klasztor buddyjski z VIII wieku, położony w okolicach miasta Gyeongju w Korei Południowej. W 1995 roku wpisano go wraz z pobliską skalną świątynią Seokguram na listę światowego dziedzictwa UNESCO jako jeden z pierwszych obiektów w kraju.

## Historia klasztoru
Klasztor wybudowany został jako dość mała świątynia ok. 528 r. przez króla Beopheunga dla jego matki Pani Yongjie, na zachodnim stoku góry Toham w pobliżu miasta Gyeongju, które było przez jakiś czas stolicą państwa Silla. Pierwotnie nazywał się Pomnyu. W tym też roku król wydał edykt o zakazie zabijania zwierząt w Silli.
W roku 574 Pomnyu sa został rozbudowany przez Panią Chiso, matkę króla Jinheunga (pan. 540–576). W 751 r. za panowania króla Gyeongdeoka (pan. 742–765) premier Kim Taesong rozpoczął rekonstrukcję klasztoru. W 17 lat później całkowicie ukończony wielki klasztor otrzymał nową nazwę – Pulguk. Składał się wtedy z 200 drewnianych budynków rozłożonych wokół dziedzińców, z których każdy reprezentował inny aspekt nauk Sutry Awatamsaki.
Do świątyni prowadzą monumentalne schody i zabytkowa brama. Na dziedzińcu znajdują się dwie pagody.
Klasztor jest parafialnym klasztorem szkoły chogye, który zarządza 61 innymi klasztorami.

Ogólny plan klasztoru

## Adres klasztoru
- 16 Jinhyeon-dong, Gyeongju, Gyeongsangbuk-do, Korea Południowa

## Galeria

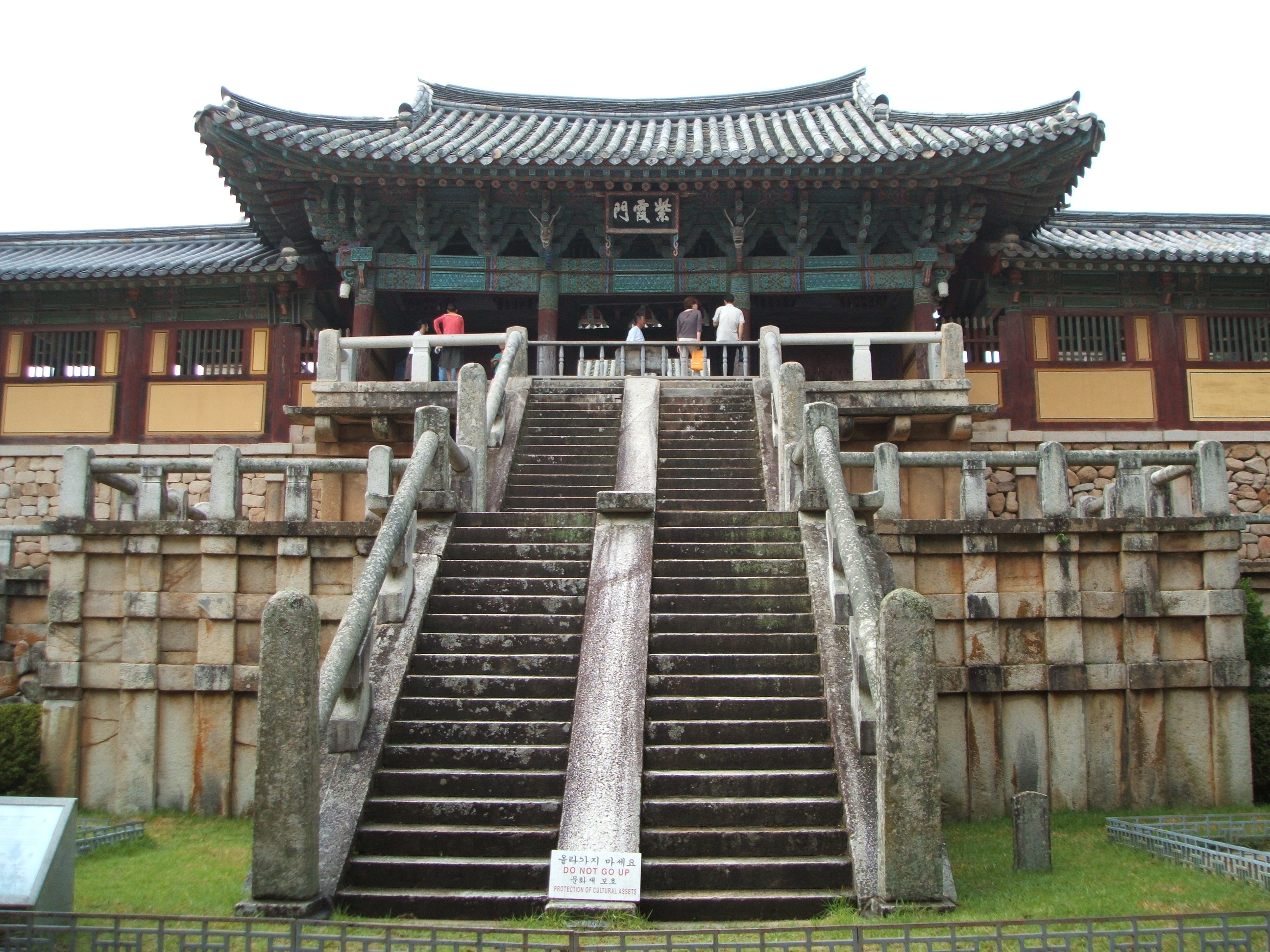
Paegungyo
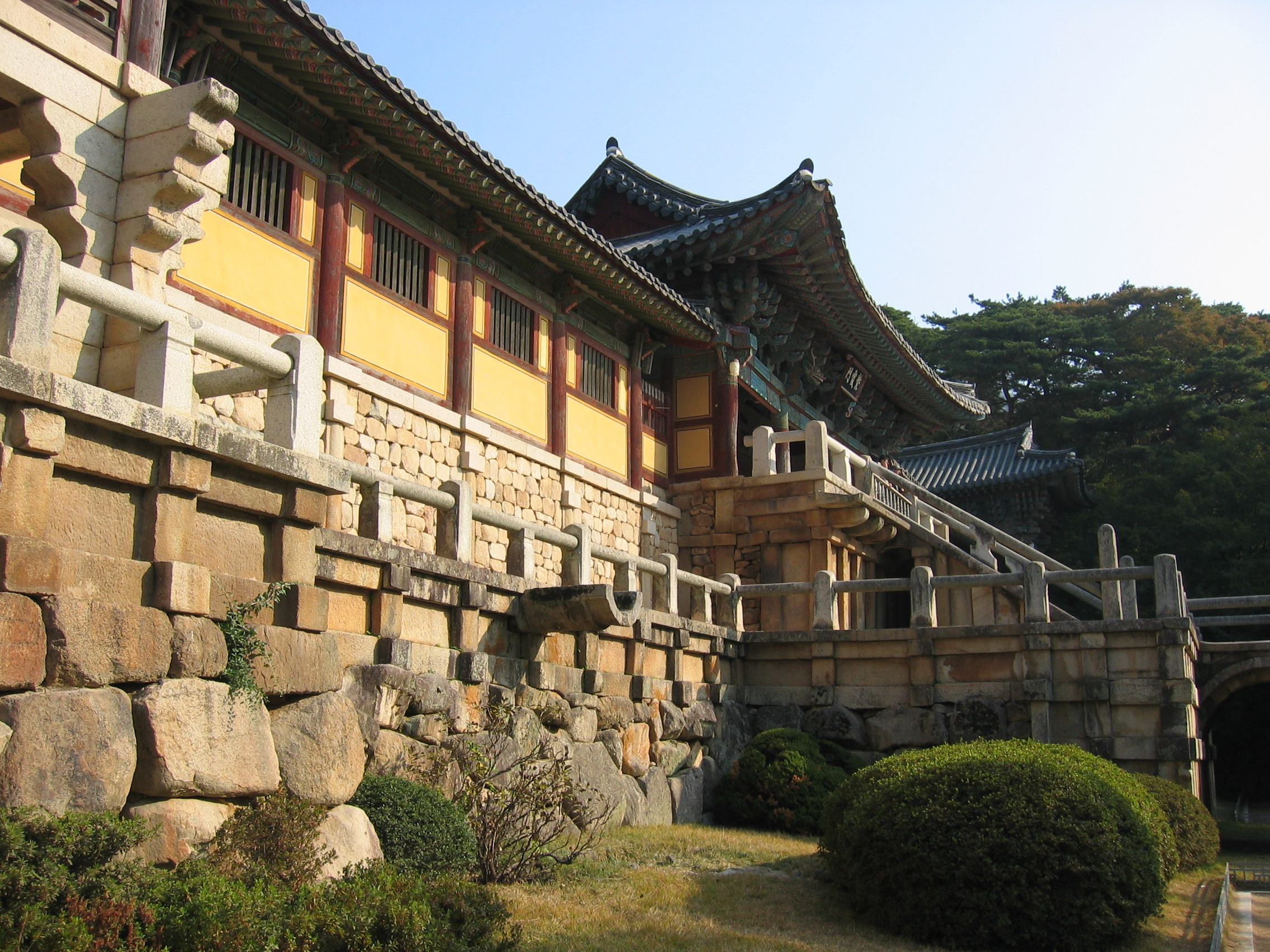
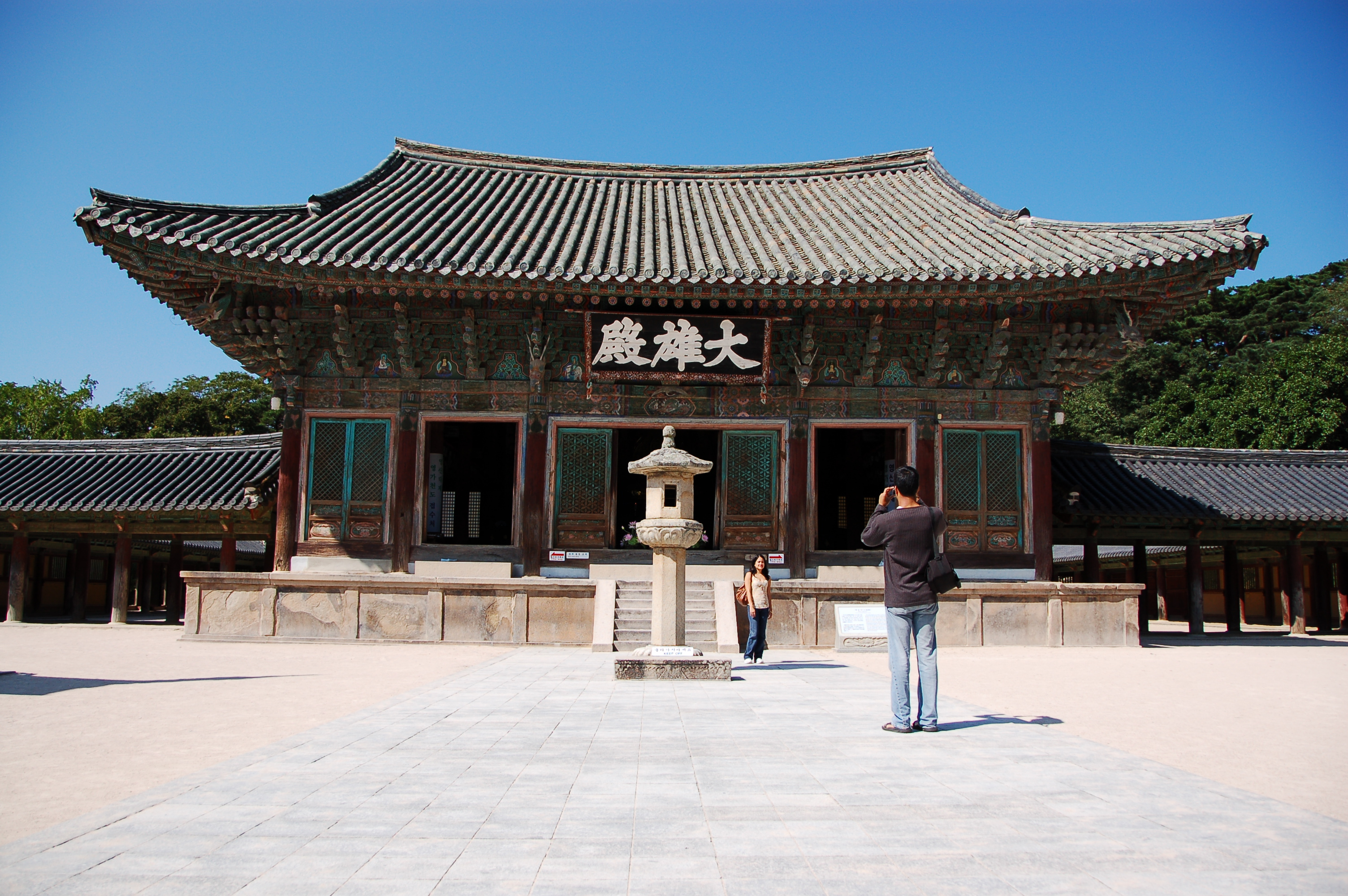
Taeungjŏn
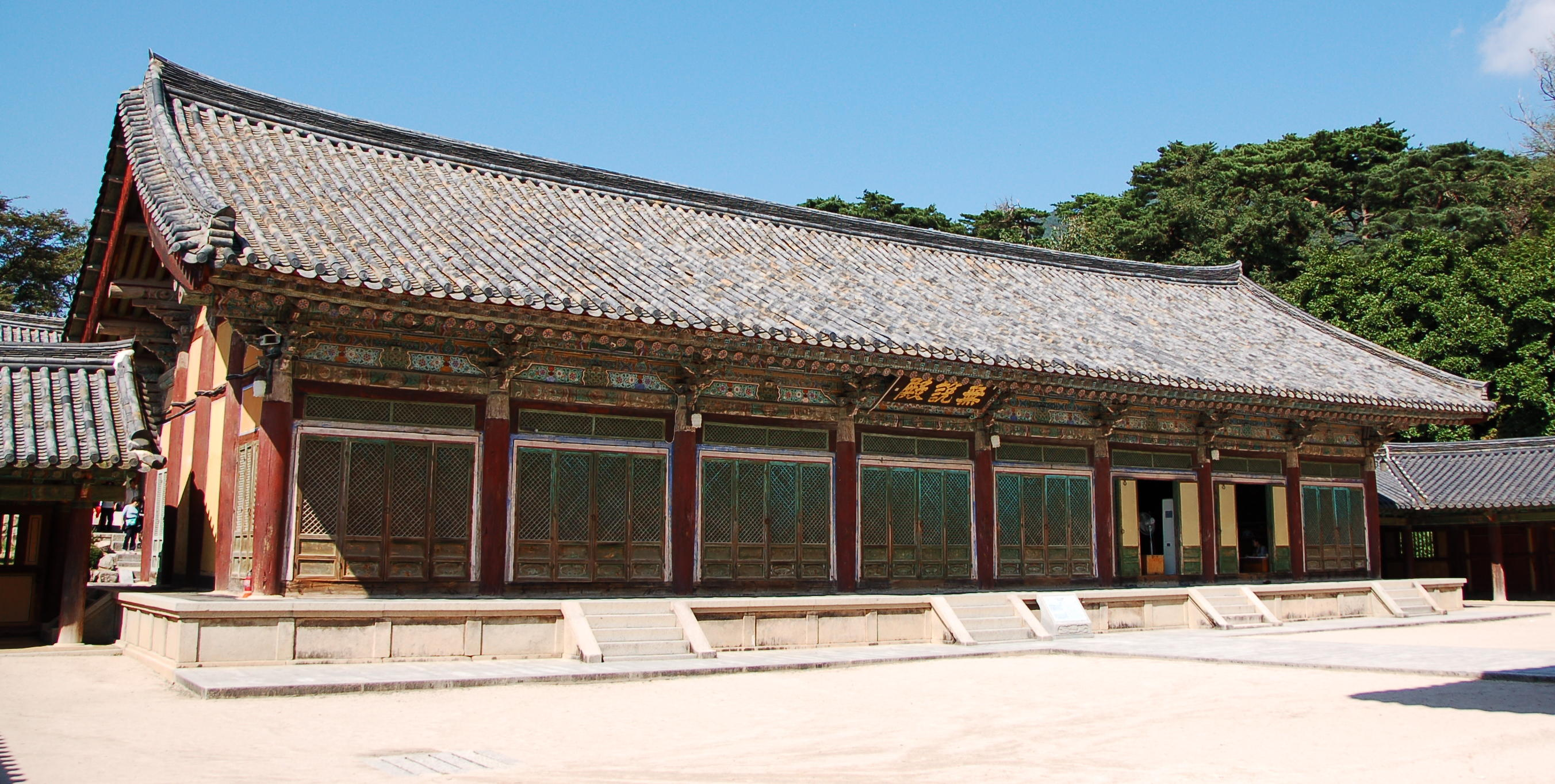
Musŏljŏn
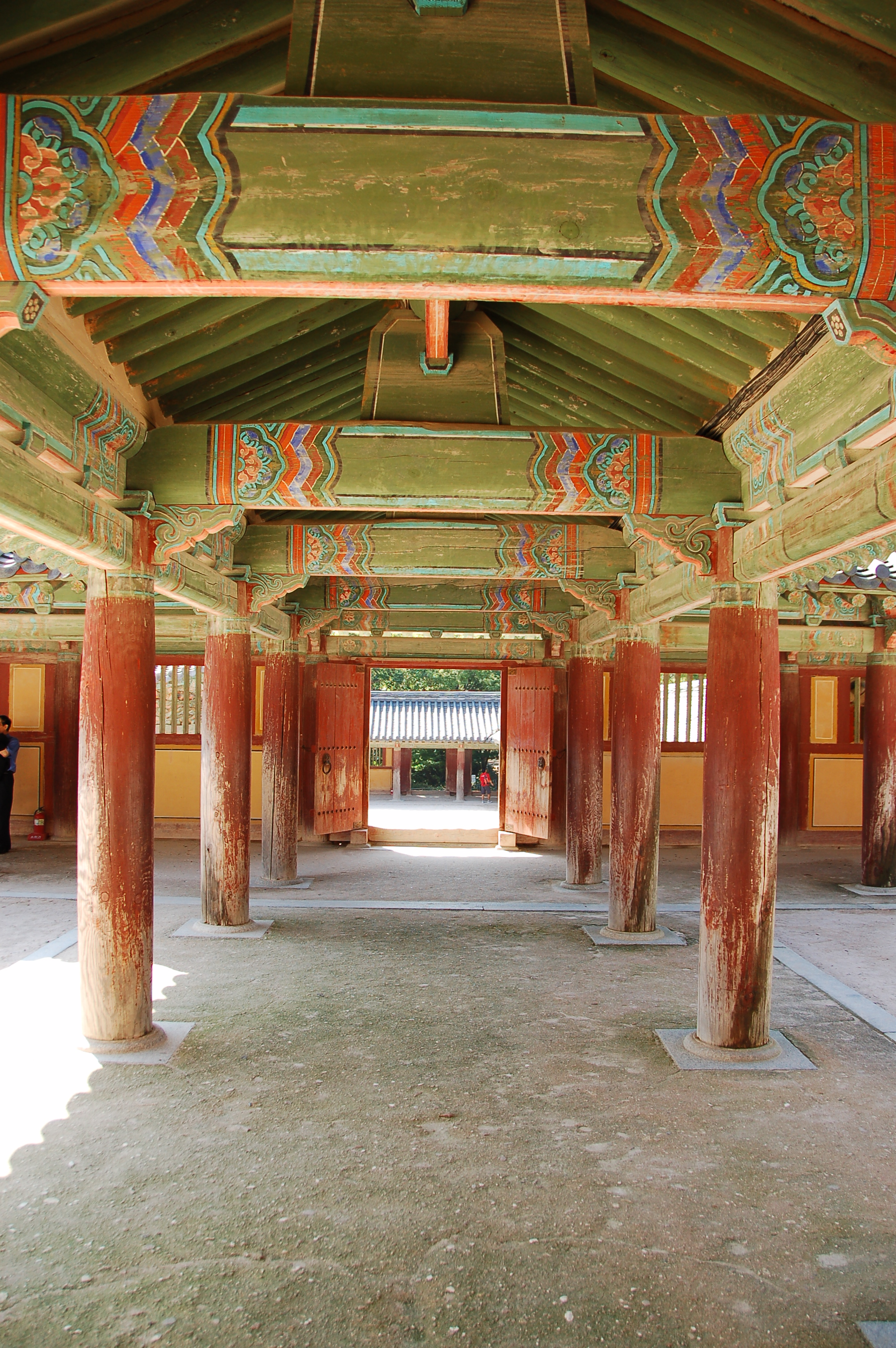
Musŏljŏn
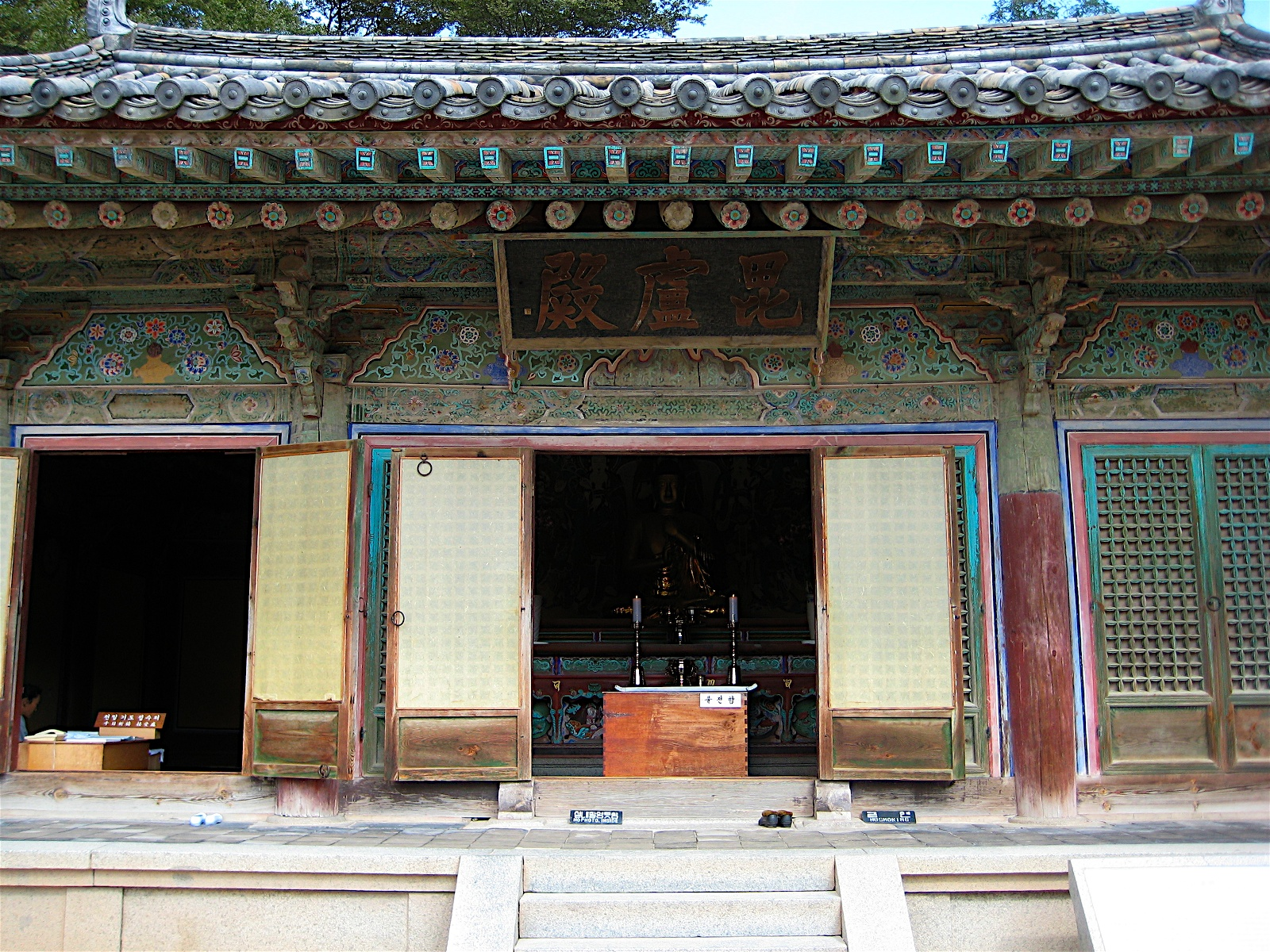
Pirojŏn
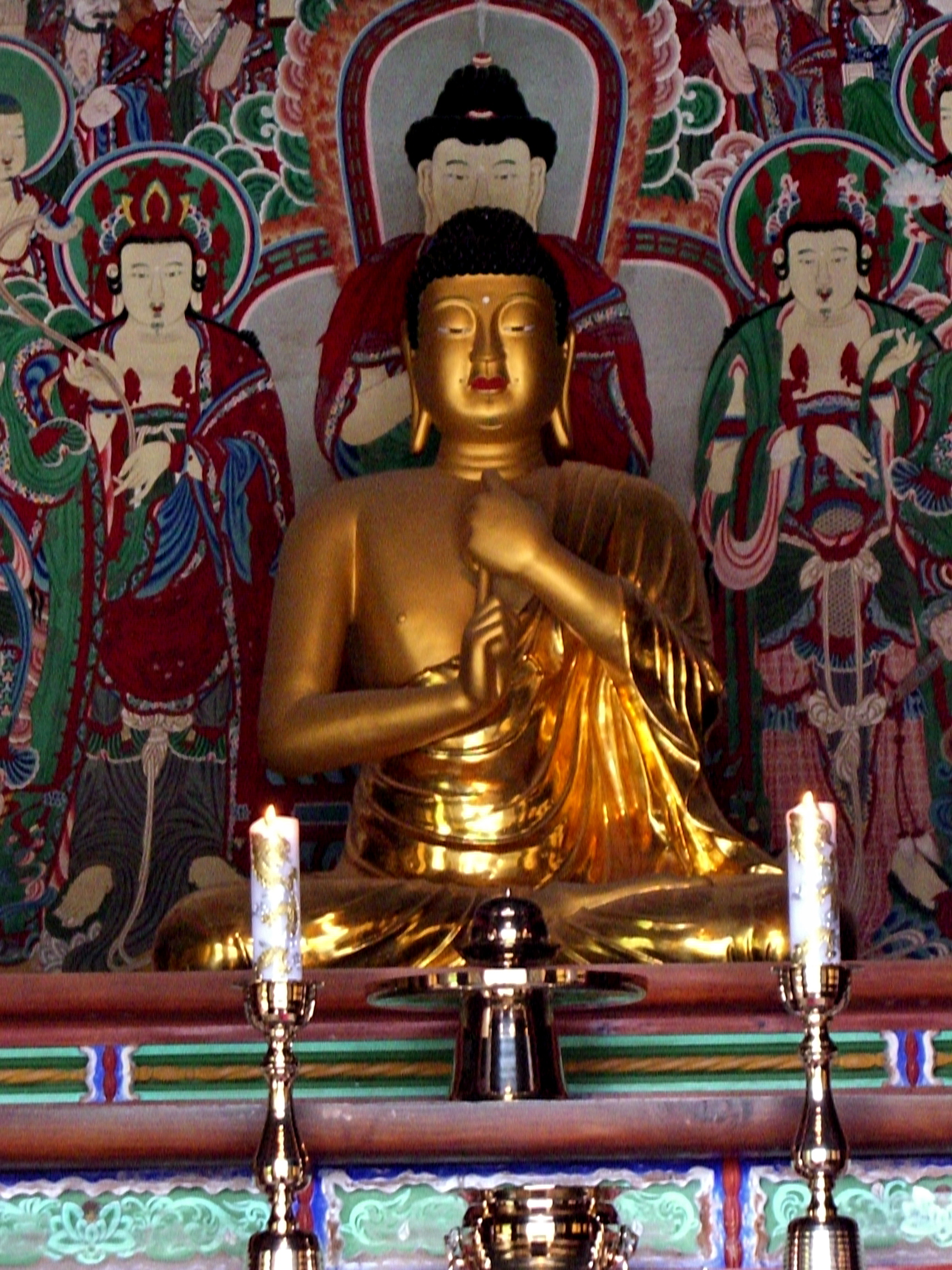
Wairoczana z budynku Pirojŏn
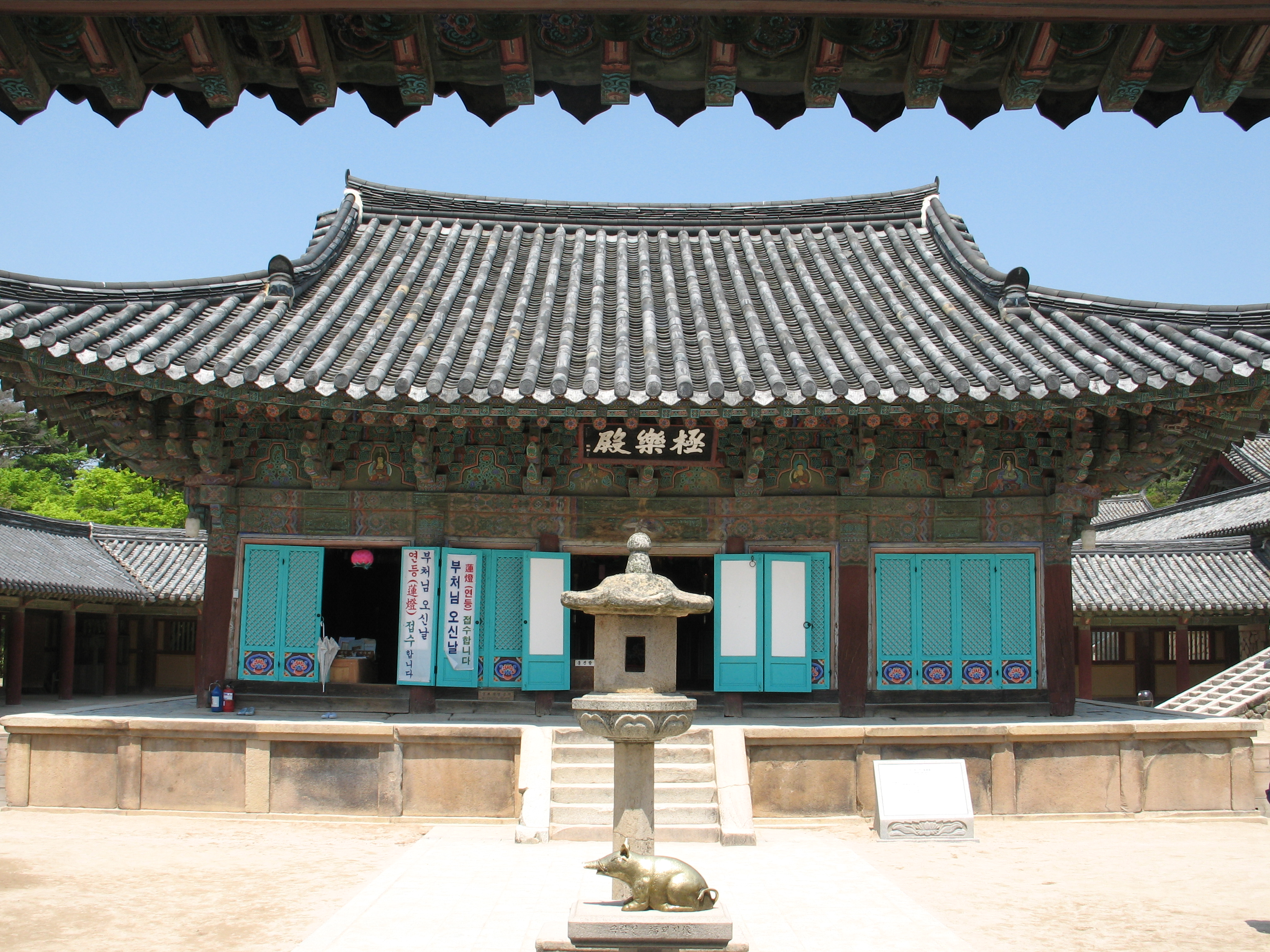
Kŭkrakjŏn
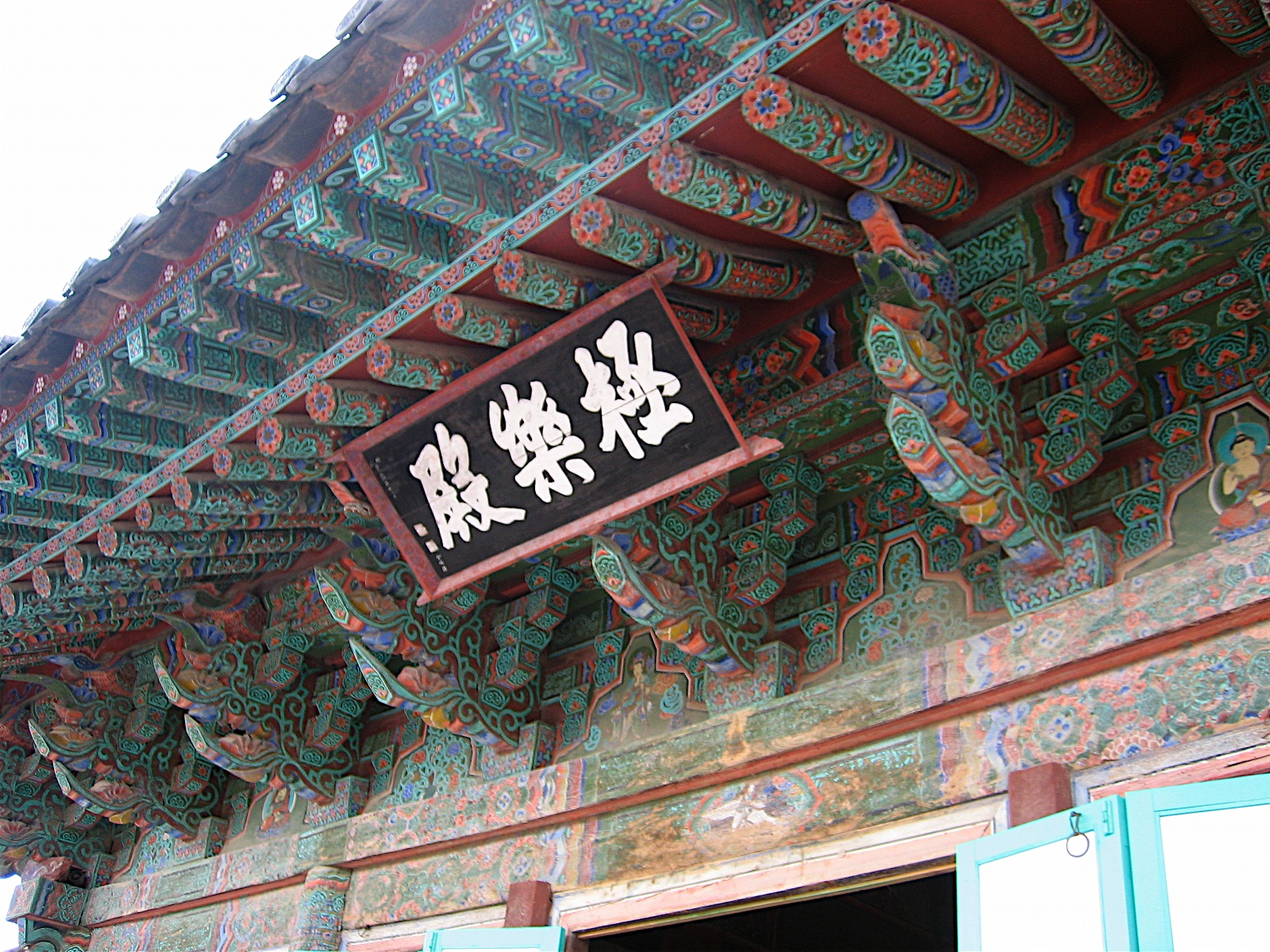
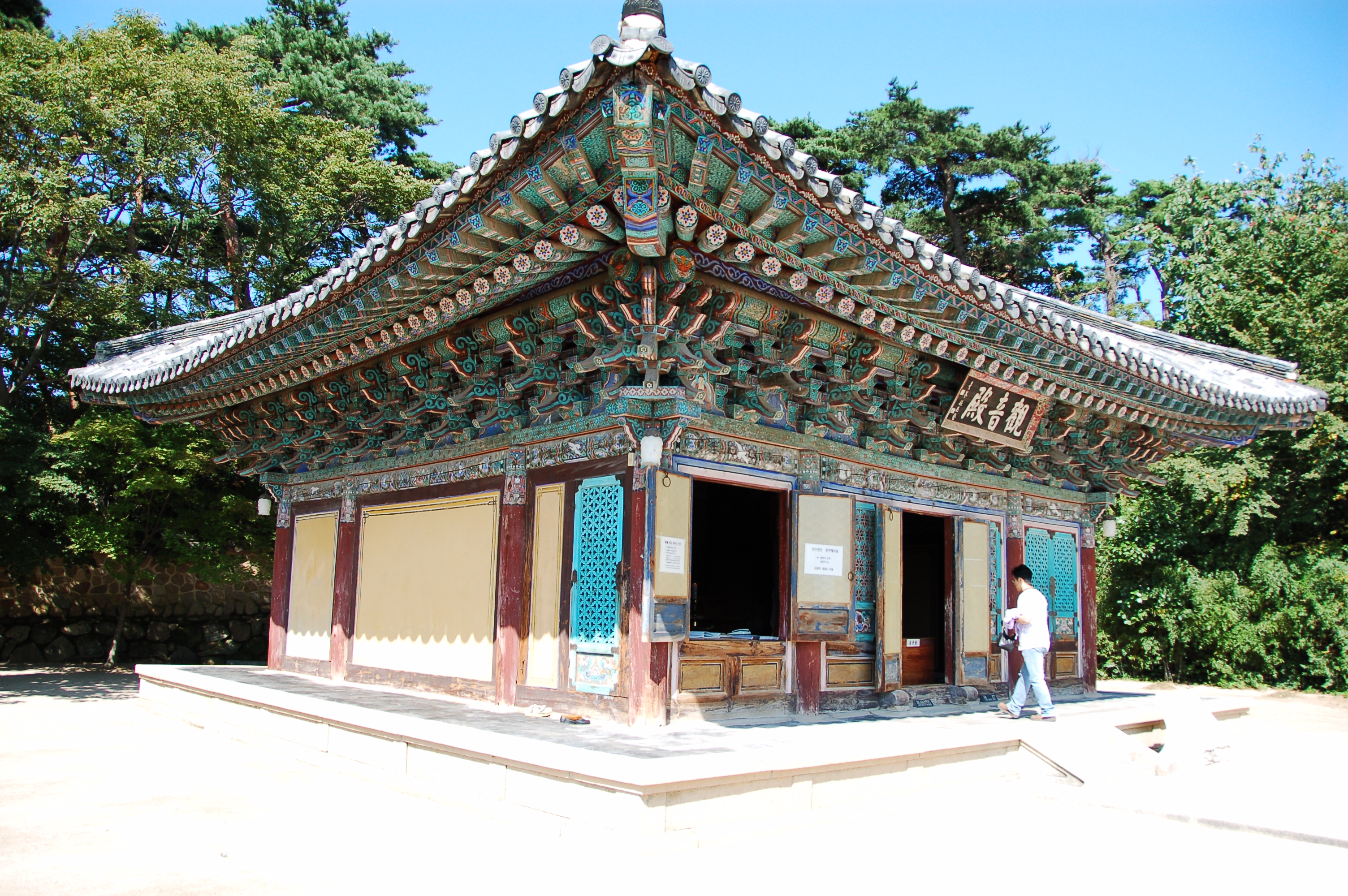
Kwanŭmjŏn
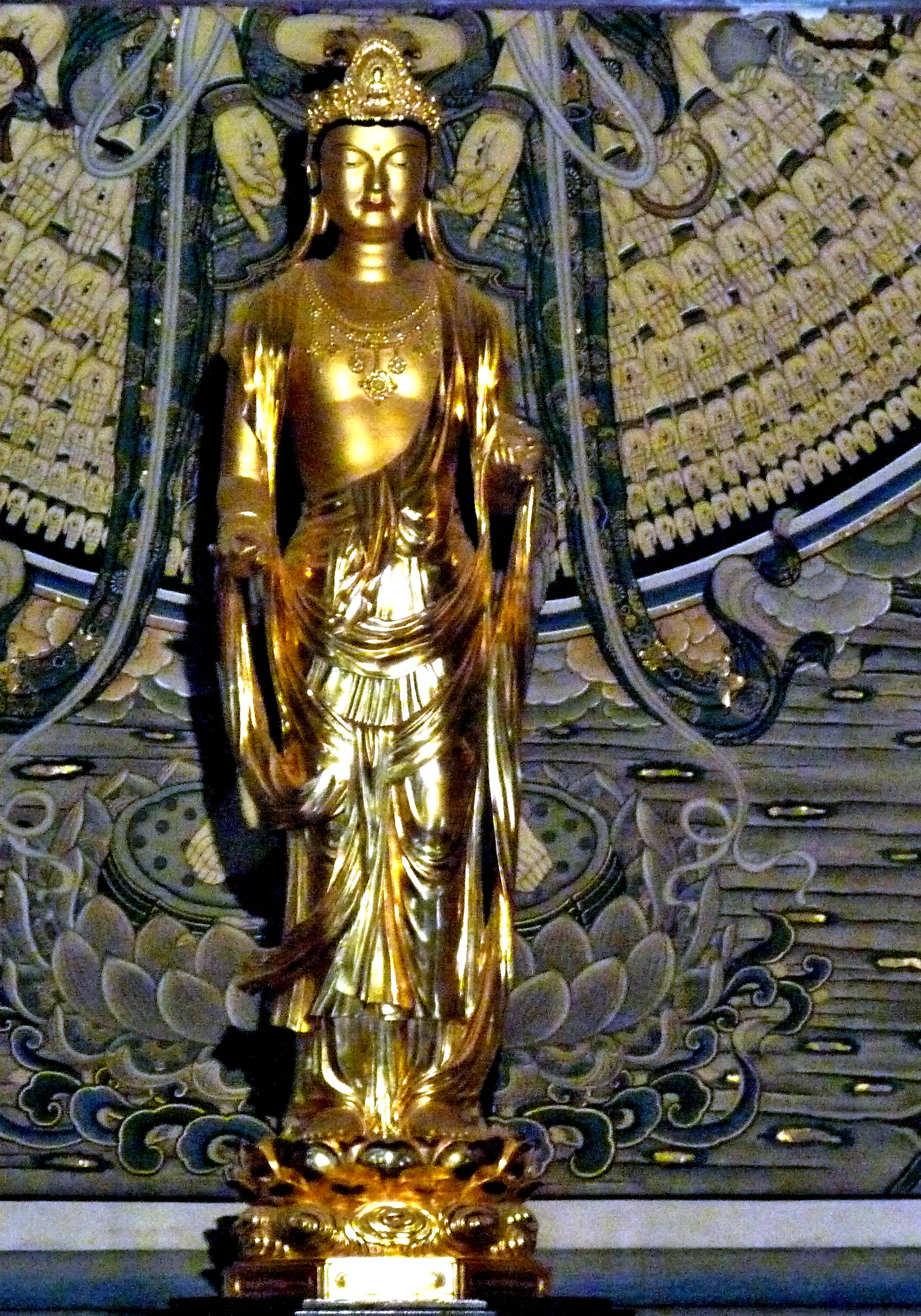
Posąg Kwanŭm z Kwanŭmjŏnu
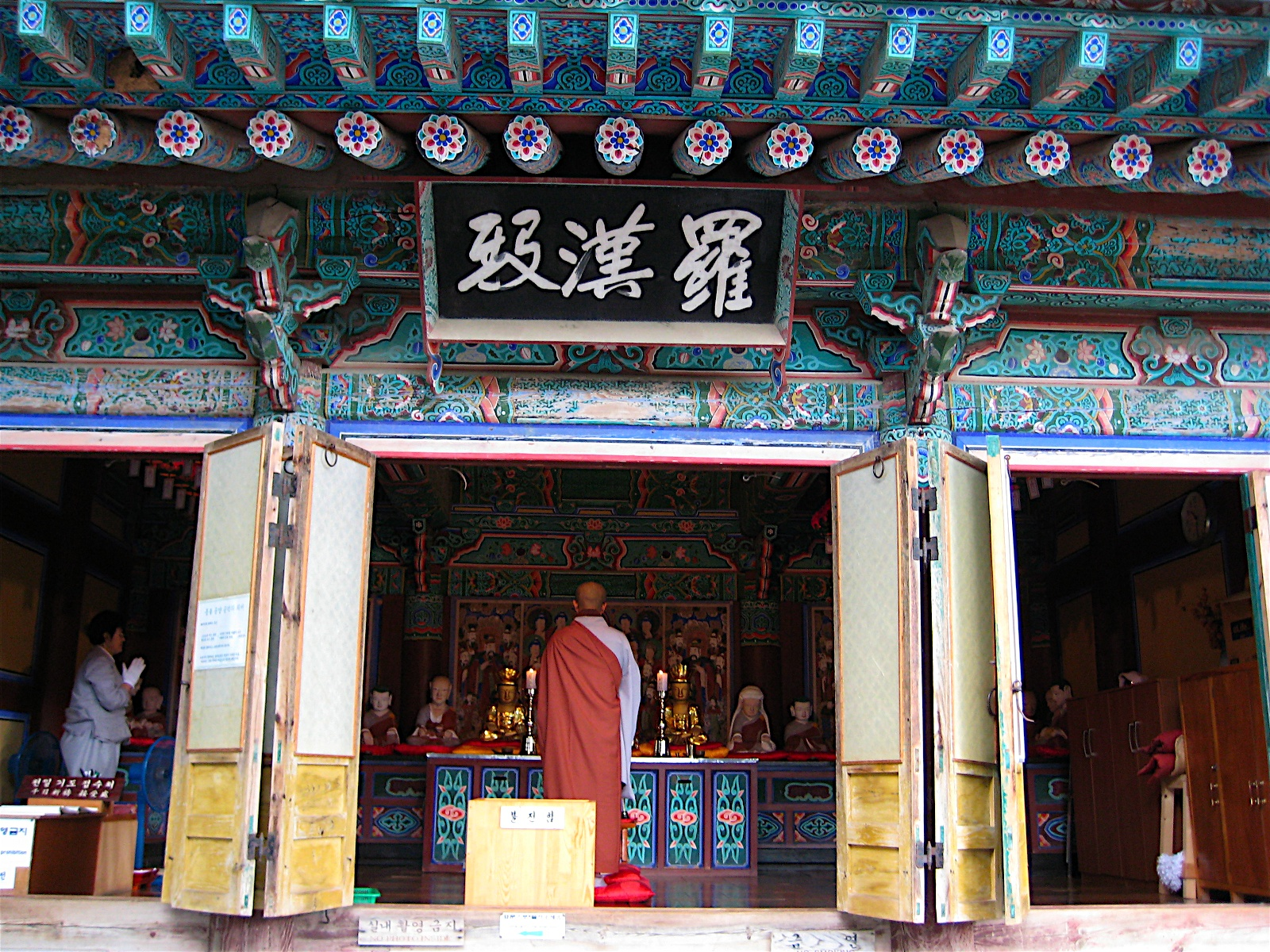
Nahanjŏn – Gmach Arhatów
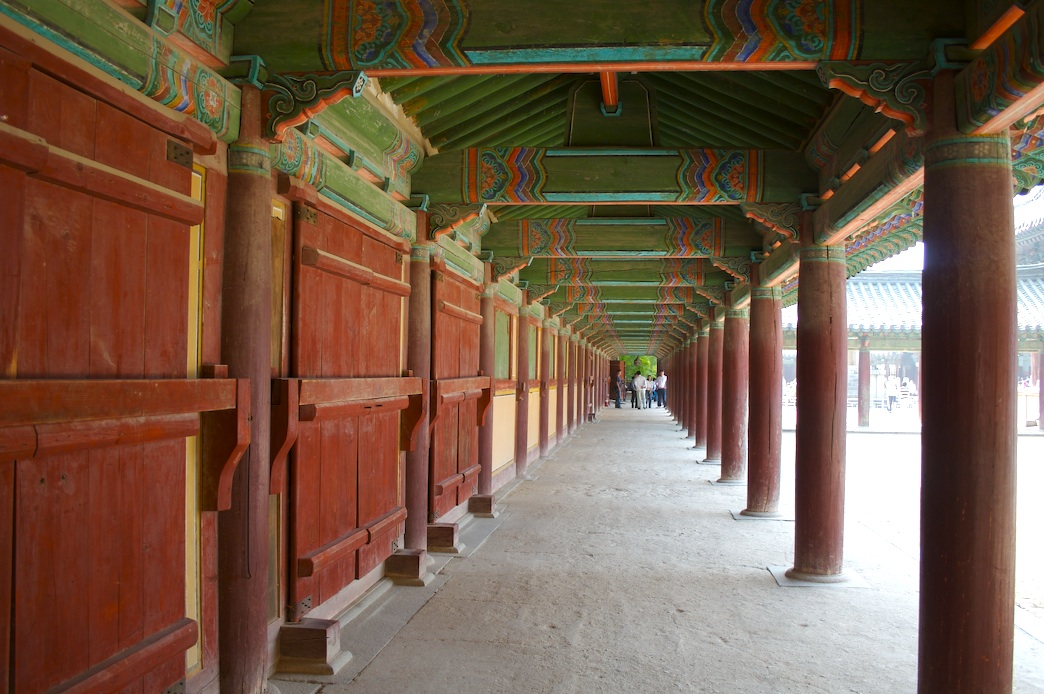
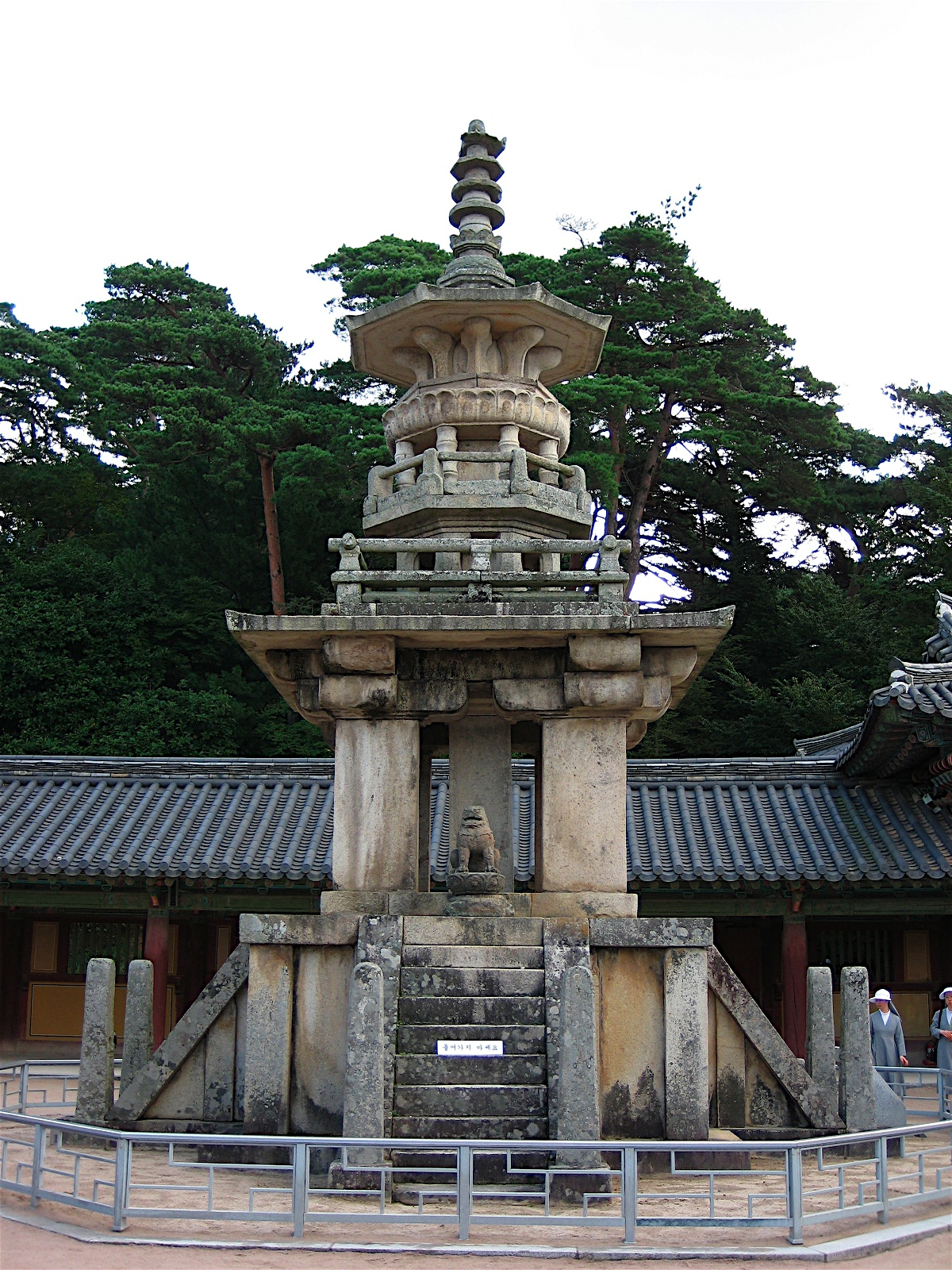
Tabot’ap – stupa
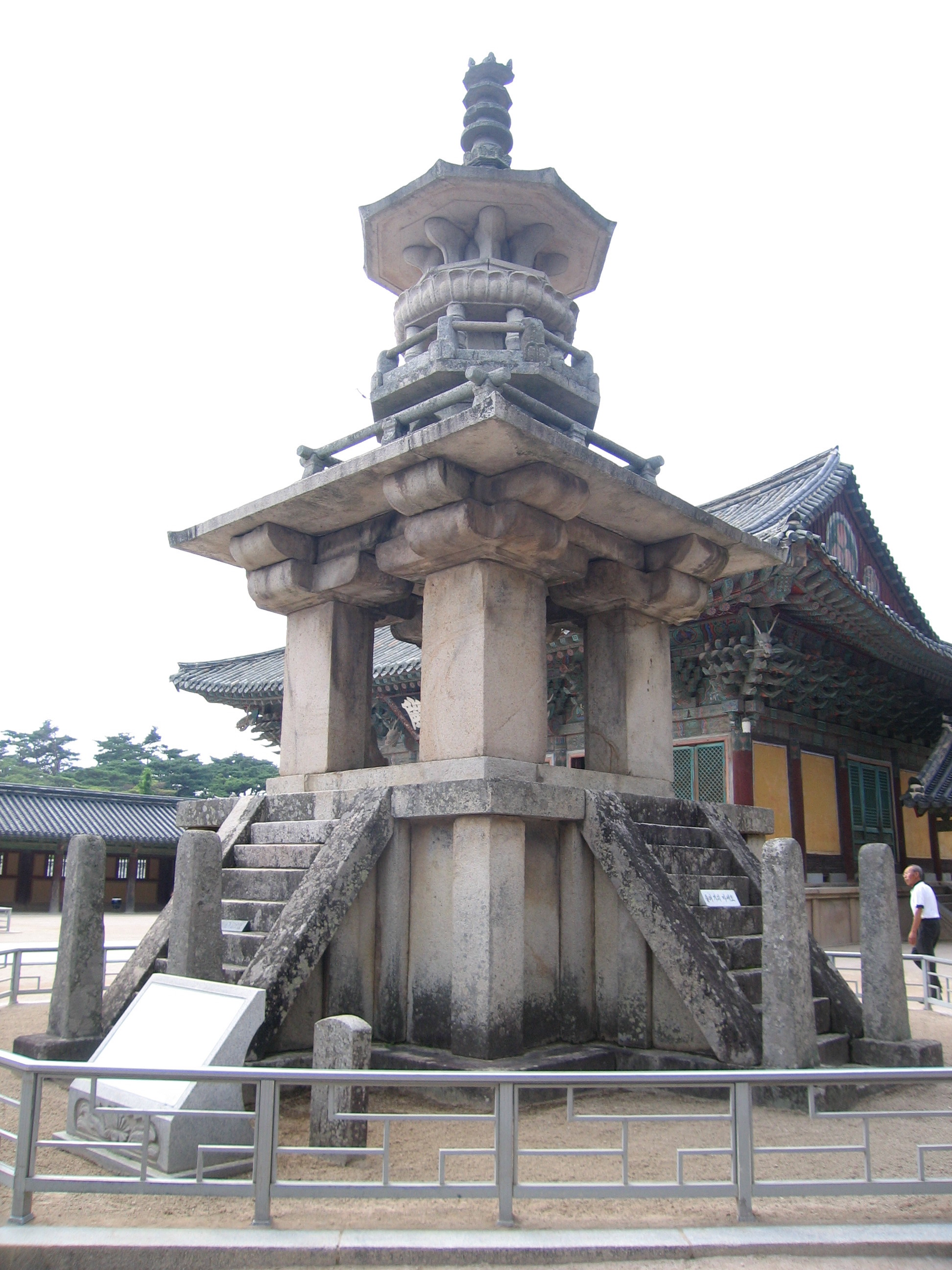
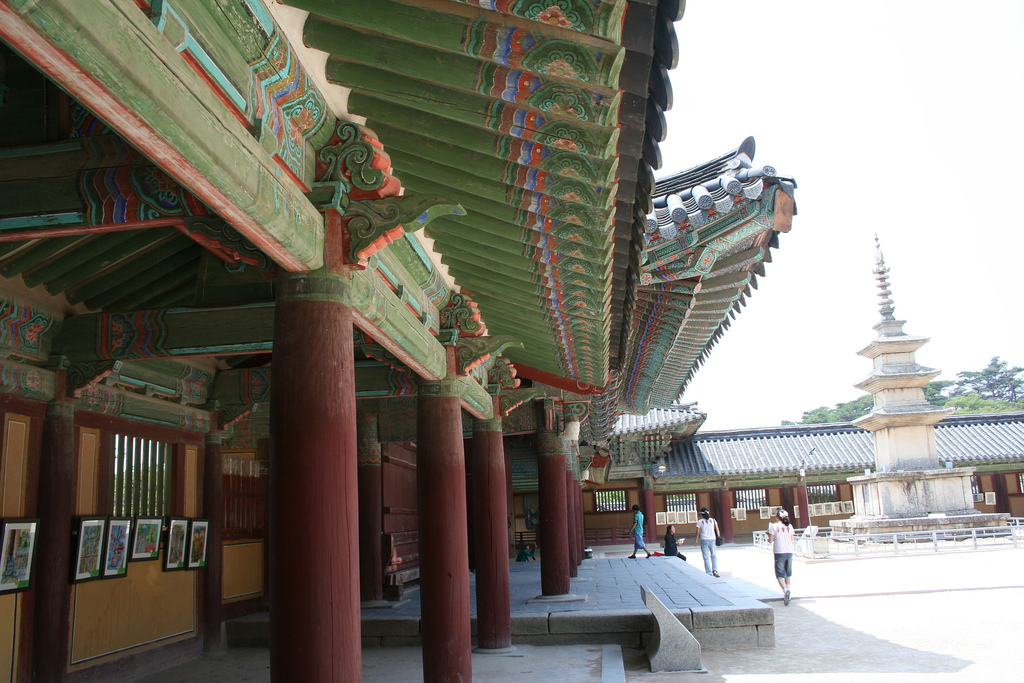
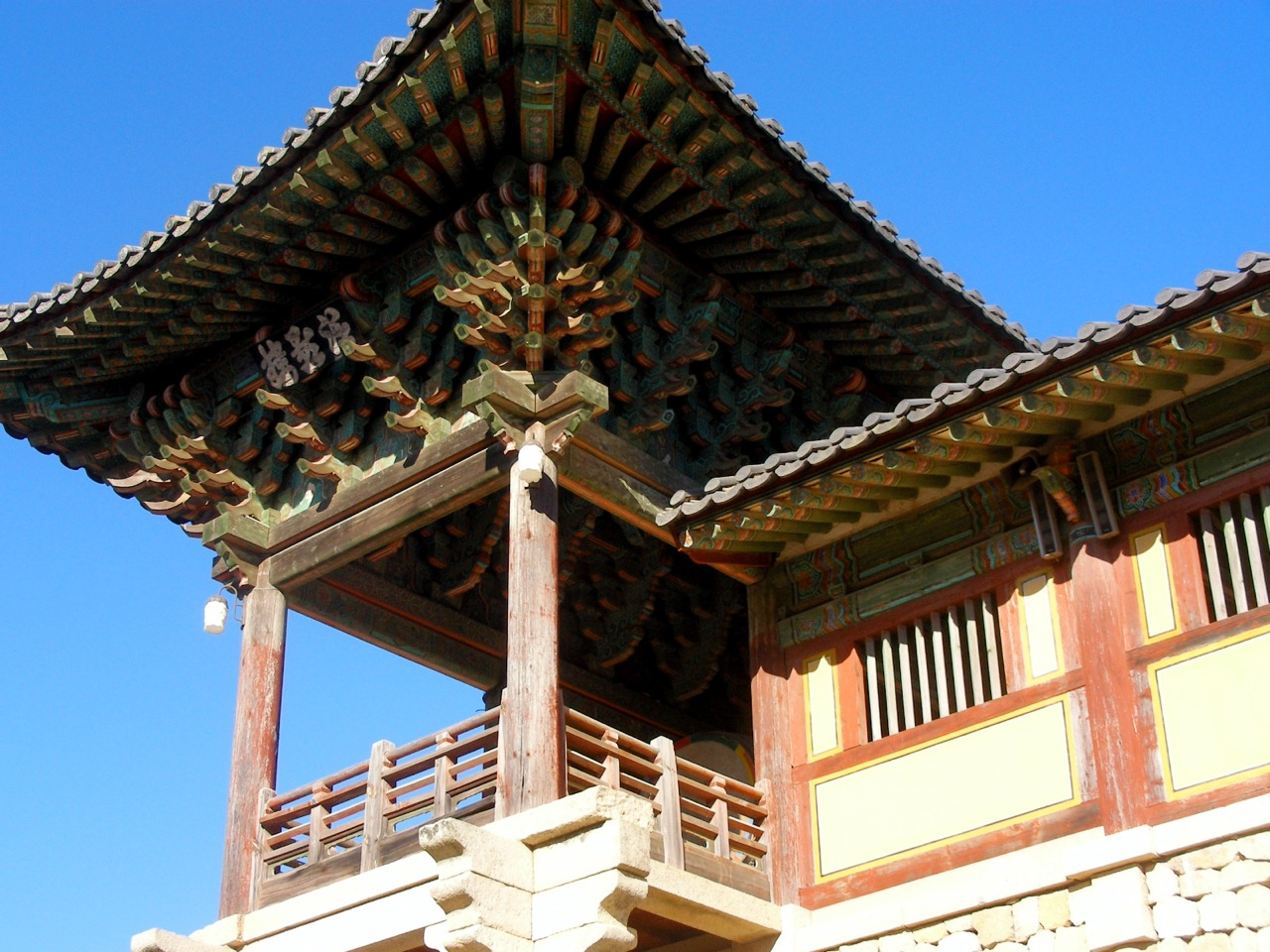
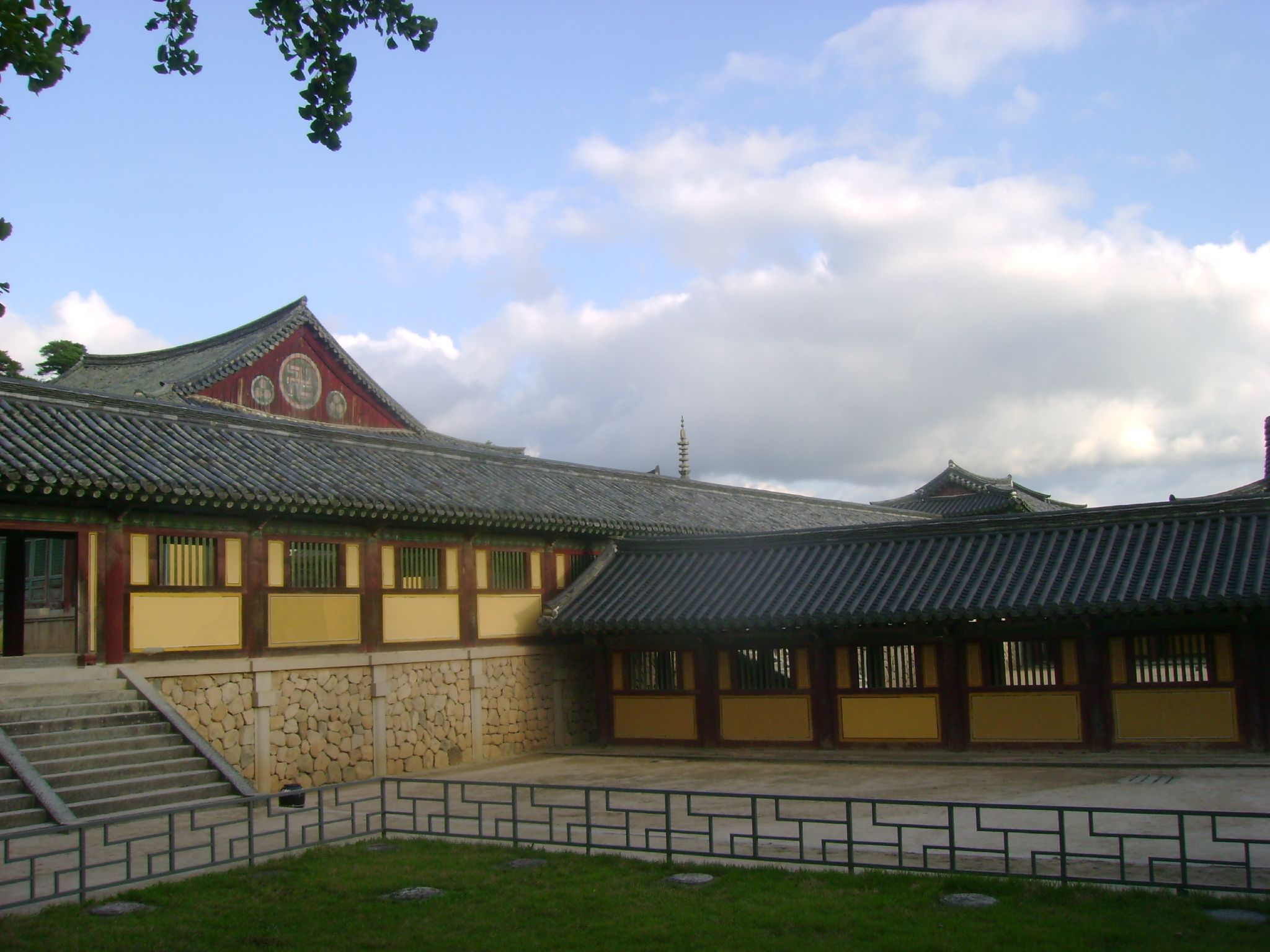
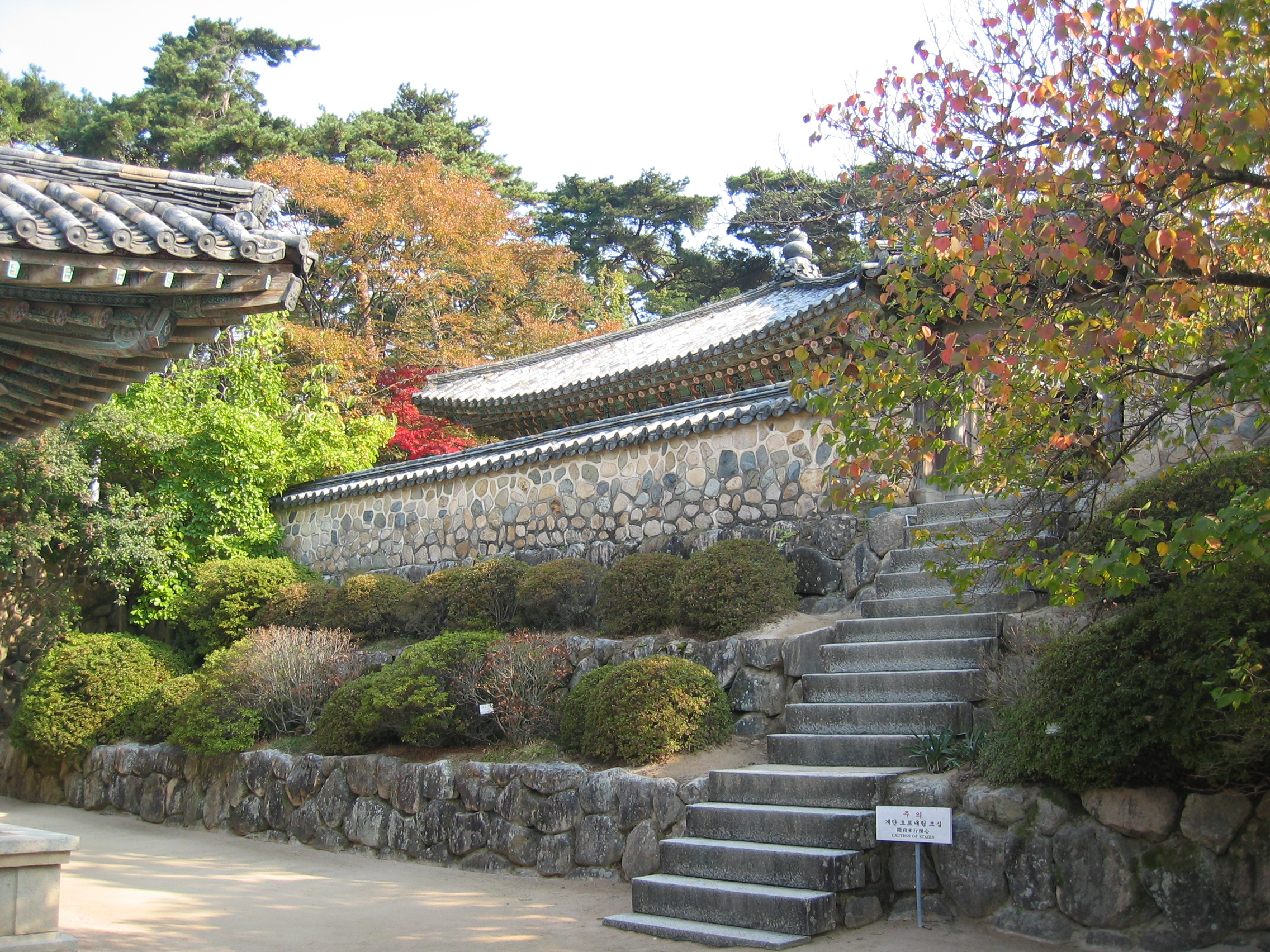
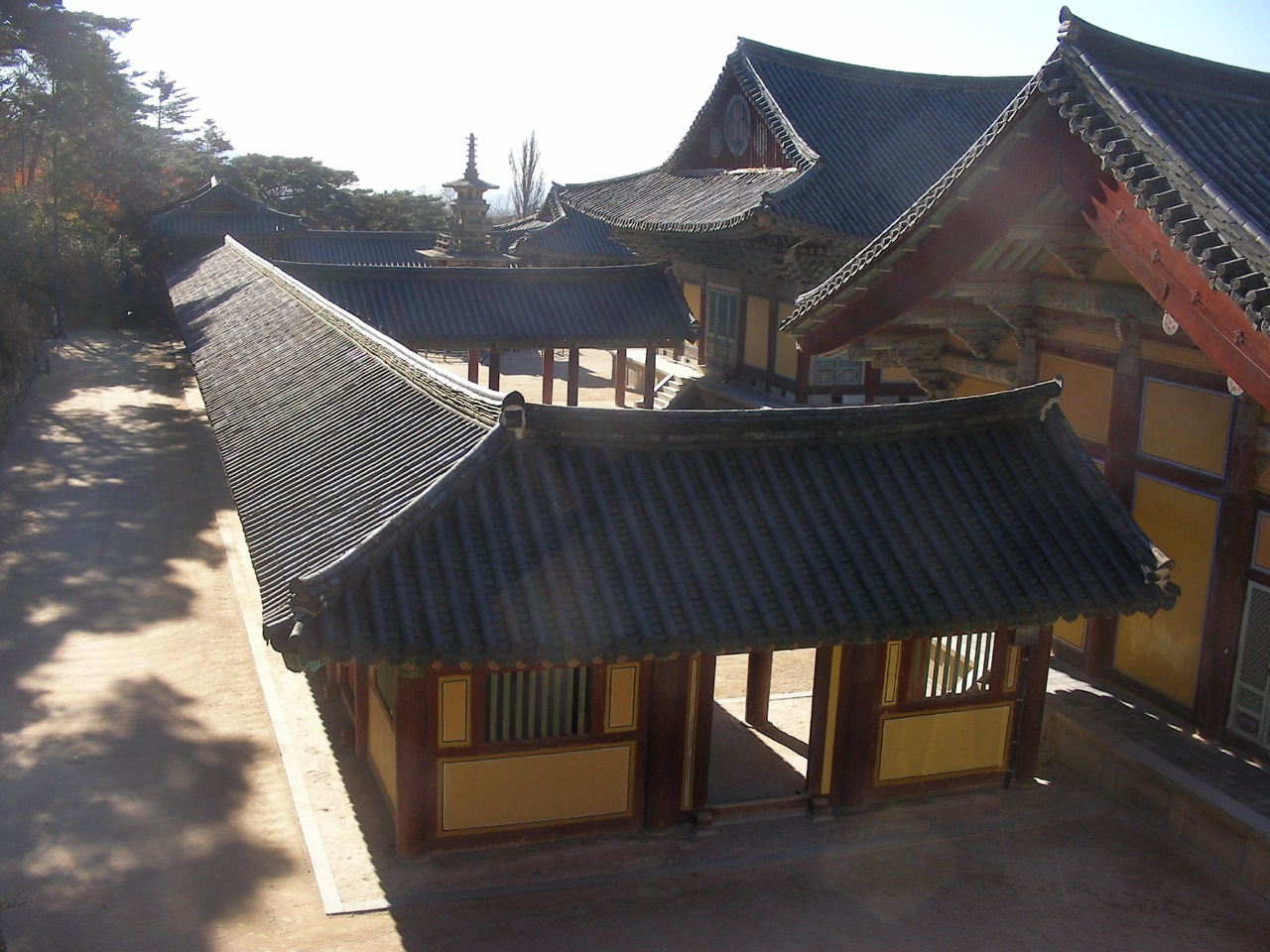
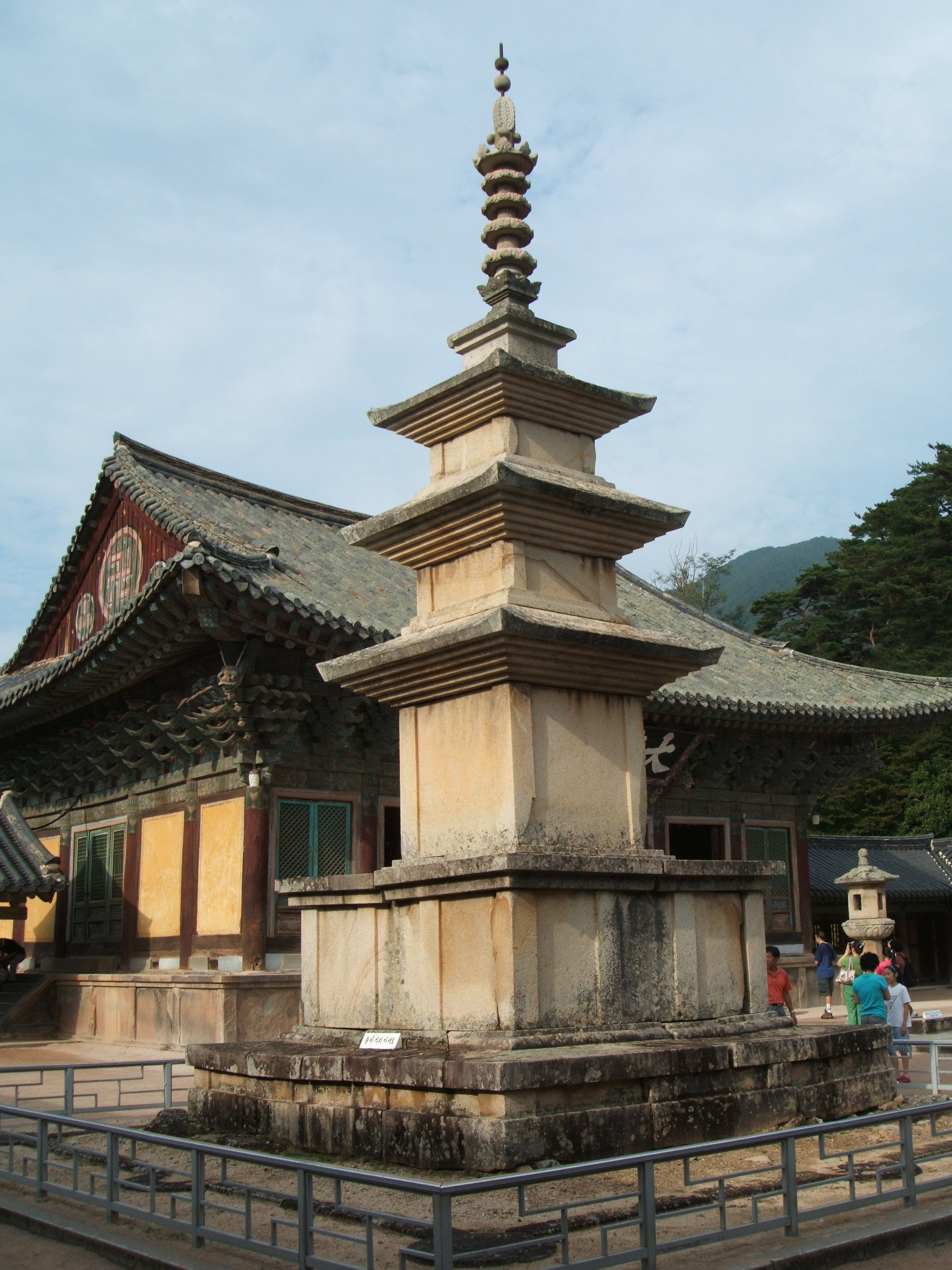
Pagoda Buddy Siakjamuniego
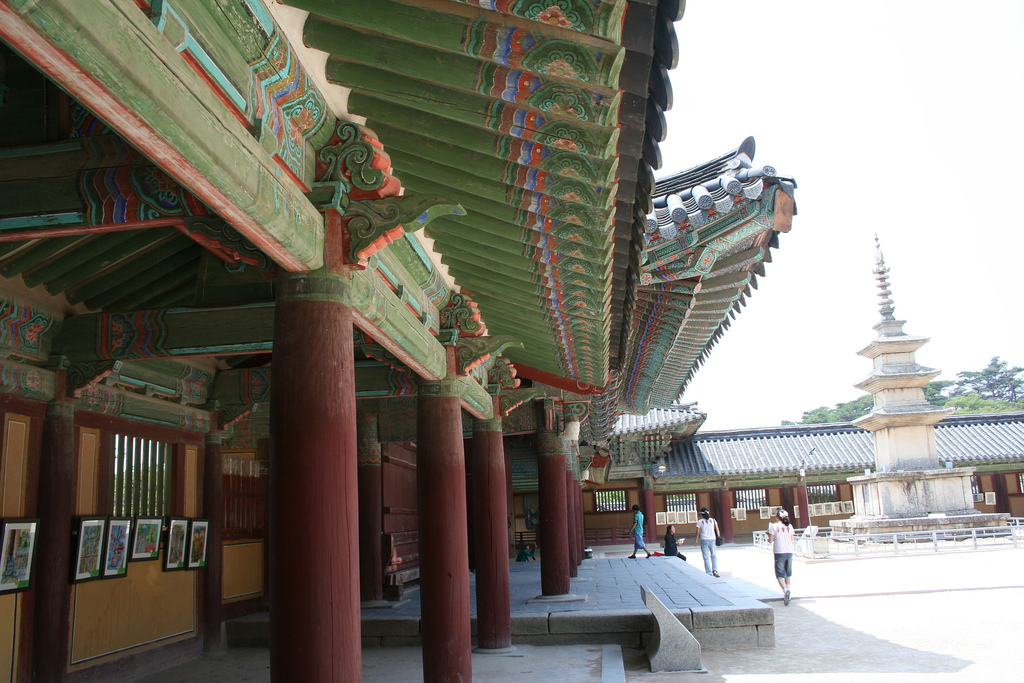
Fragment klasztoru ze stupą
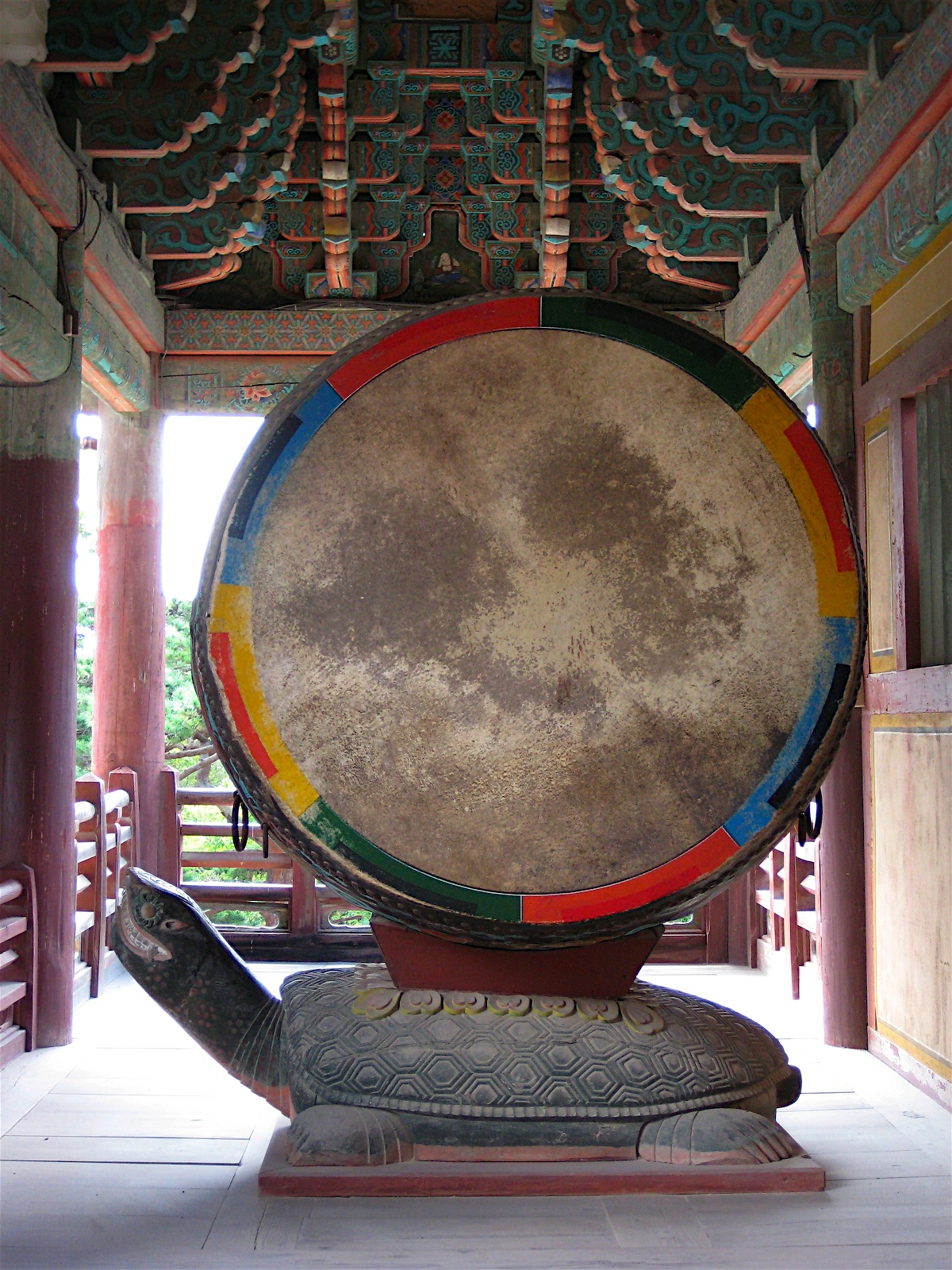
Bęben
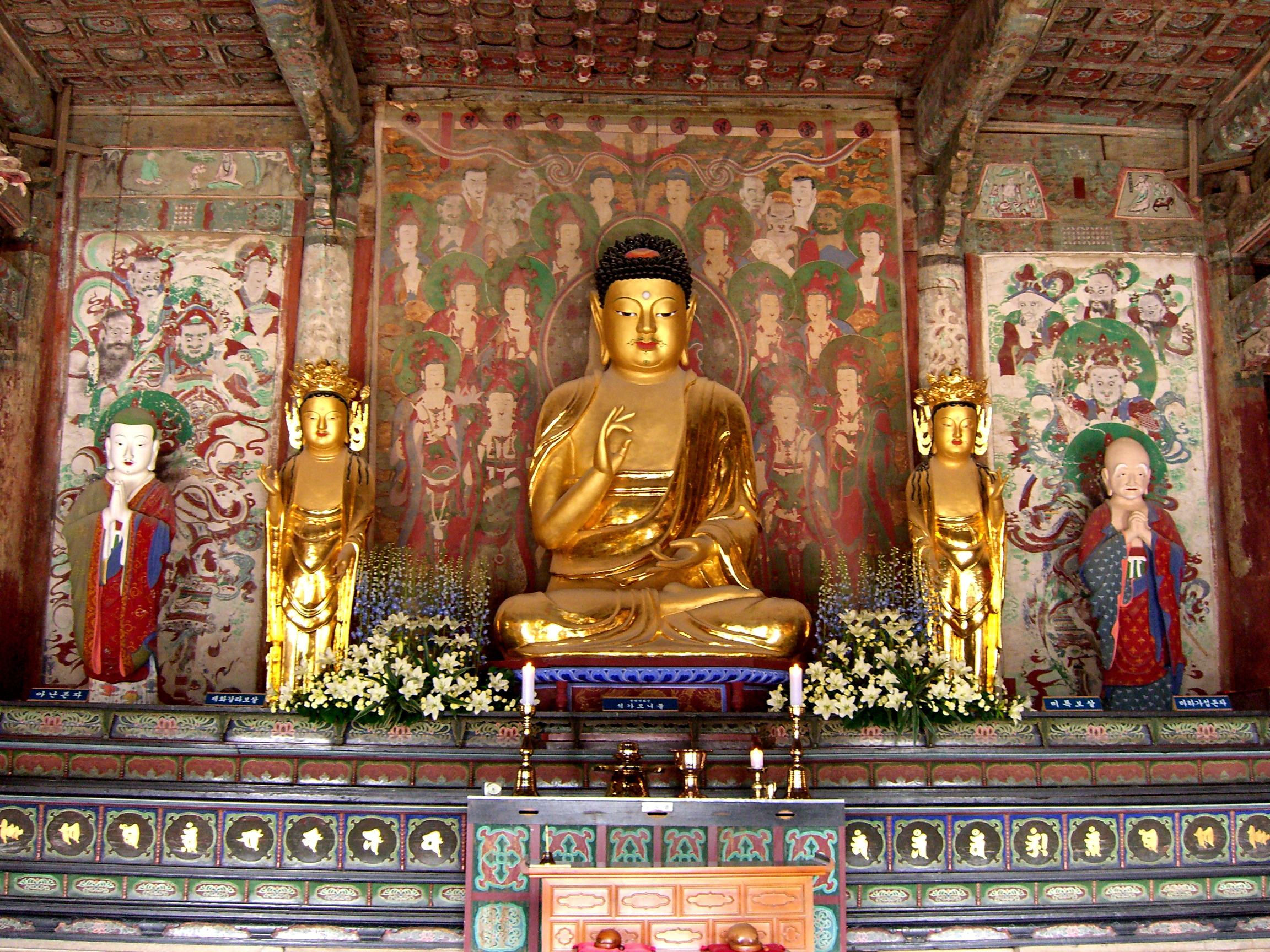
Budda
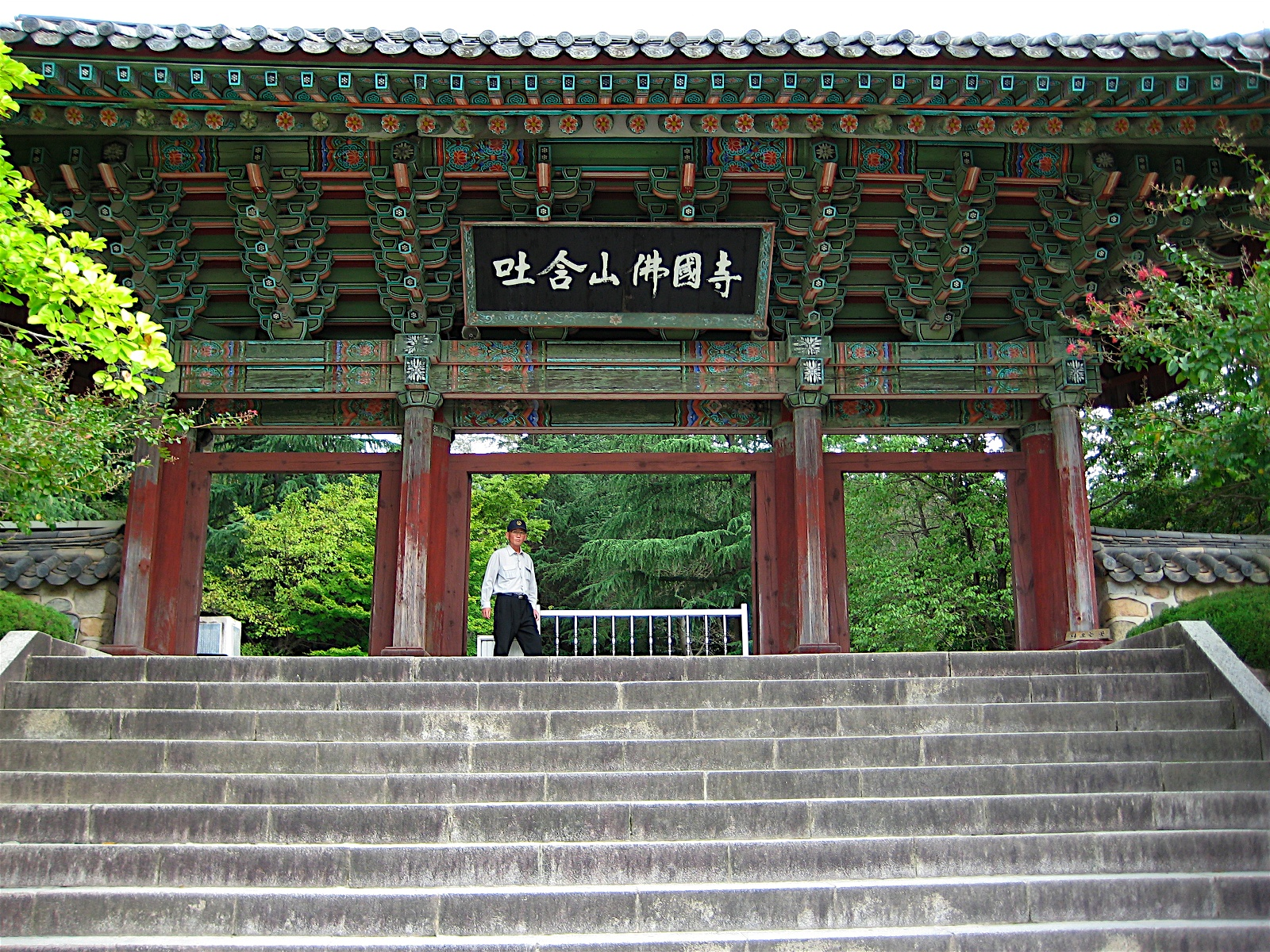
Jedna z bram (Purimun)